# Balanescu Quartet
Il Balanescu Quartet è un quartetto d'archi  fondato nel 1987 dal violinista rumeno Alexander Bălănescu che ne rappresenta il punto di forza in quanto ne è l'arrangiatore e compositore.

## Storia
Il Quartetto Bălănescu, nell'intento di portare la musica classica contemporanea ad essere più vicina ed accessibile al mondo di oggi, si propone al pubblico in modo molto eclettico: così, talvolta propone arrangiamenti di altri noti artisti che si discostano molto dagli ambienti della musica da camera, come la pop elettronica dei Depeche Mode, dei Kraftwerk o degli Yellow Magic Orchestra.
Spesso suona assieme ad artisti e gruppi molto eterogenei, come David Byrne, Gavin Bryars, Michael Nyman, Rabih Abou-Khalil, Kevin Volans, Hector Zazou, i Pet Shop Boys, gli Spiritualized i To Rococo Rot. La cifra più innovativa di questo gruppo va a trovarsi nel crossover che compie con la musica popolare dell'Europa dell'Est.
Infatti Bălănescu, dopo un tour del quartetto in Romania, scopre il fascino della musica popolare della sua terra di origine ed inizia così a comporre musica che mischia queste sonorità con quella classica, ma anche con il jazz, inaugurando uno stile molto particolare e pubblicando così "Luminitza" e successivamente "Maria T", che è un omaggio che il quartetto fa alla grande cantante rumena Maria Tănase.

## Discografia parziale

### Album
- 1991 - String Quartets 1-3 (con Michael Nyman)
- 1992 - Byrne/Moran/Lurie/Torke. Balanescu Quartet (con David Byrne, Robert Moran, John Lurie e Michael Torke)
- 1992 - Possessed
- 1994 - Luminitza
- 1994 - Le trajet ou le peuple temoin (con Raymond Boni)
- 1994 - Trying To Kiss The Moon
- 1995 - Angels & Insects
- 1995 - The Last Days (con Gavin Bryars)
- 2000 - Il partigiano Johnny
- 2000 - Eisenstein
- 2001 - Dust
- 2005 - Maria T
- 2012 - Diaz (Colonna Sonora Originale) (con Teho Teardo)

### Raccolte
- 2011 - This Is The Balanescu Quartet

### Singoli
- 1992 - Taschenrechner

### Collaborazioni
- 1993 - Michael Mantler Folly Seeing all This
- 1994 - Kevin Volans String Quartets no 2 & 3
- 1994 - Peter Gordon Still Life and the Deadman
- 1996 - Rabih Abou-Khalil Arabian Waltz
- 1996 - John Harle, Elvis Costello, Sarah Leonard & Andy Sheppard Terror and Magnificence
- 1997 - Spiritualized Ladies and Gentlemen we are Floating in Space